# Brassolis ornamentalis
Brassolis ornamentalis är en fjärilsart som beskrevs av Hans Ferdinand Emil Julius Stichel 1906. Brassolis ornamentalis ingår i släktet Brassolis och familjen praktfjärilar. Inga underarter finns listade i Catalogue of Life.